# Краснооктябрьское сельское поселение (Татарстан)
Краснооктябрьское се́льское поселе́ние — муниципальное образование в Новошешминском районе Татарстана Российской Федерации.
Административный центр — посёлок Совхоз «Красный Октябрь».

## История
Статус и границы сельского поселения установлены Законом Республики Татарстан от 31 января 2005 года № 36-ЗРТ «Об установлении границ территорий и статусе муниципального образования "Новошешминский муниципальный район" и муниципальных образований в его составе».

## Население
| 2010 | 2011 | 2012 | 2013 | 2014 | 2015 | 2016 |
| ---- | ---- | ---- | ---- | ---- | ---- | ---- |
| 860  | ↘859 | ↘845 | ↗855 | →855 | ↘845 | ↘832 |
| 2017 | 2018 |      |      |      |      |      |
| ↘814 | ↘777 |      |      |      |      |      |

## Состав сельского поселения
| № | Населённый пункт         | Тип населённого пункта          | Население |
| - | ------------------------ | ------------------------------- | --------- |
| 1 | Гарь                     | посёлок                         |           |
| 2 | Екатериновка             | деревня                         |           |
| 3 | Новопоселенная Лебедка   | деревня                         |           |
| 4 | Совхоз «Красный Октябрь» | посёлок, административный центр |           |